# Composition d'une équipe de hurling et de football gaélique
 (mars 2023).
Si vous disposez d'ouvrages ou d'articles de référence ou si vous connaissez des sites web de qualité traitant du thème abordé ici, merci de compléter l'article en donnant les références utiles à sa vérifiabilité et en les liant à la section « Notes et références ».
La composition des équipes est la même dans les différents sports gaéliques que sont le hurling et le football gaélique. Elle ne diffère que très peu pour le camogie. Comme pour le rugby à XV ou le baseball et contrairement au football, ces positions n’ont pas évolué depuis l’établissement des règles de ces sports à la fin du XIXe siècle. Pendant les matchs les joueurs se tiennent à leur position sauf en cas de changement imposé par l’entraîneur ou le capitaine de l’équipe.
Chaque équipe est composée de 1 gardien de but, 6 arrières, 2 milieux de terrain et 6 avants, soit 15 joueurs au total. Dans certaines catégories de jeunes joueurs, les équipes sont composées de 11 ou 13 éléments.
Voici la liste de ces positions. Sur les maillots, les positions sont toujours représentées par un numéro et celui-ci reste invariablement le même, comme cela se fait par exemple au rugby à XV.

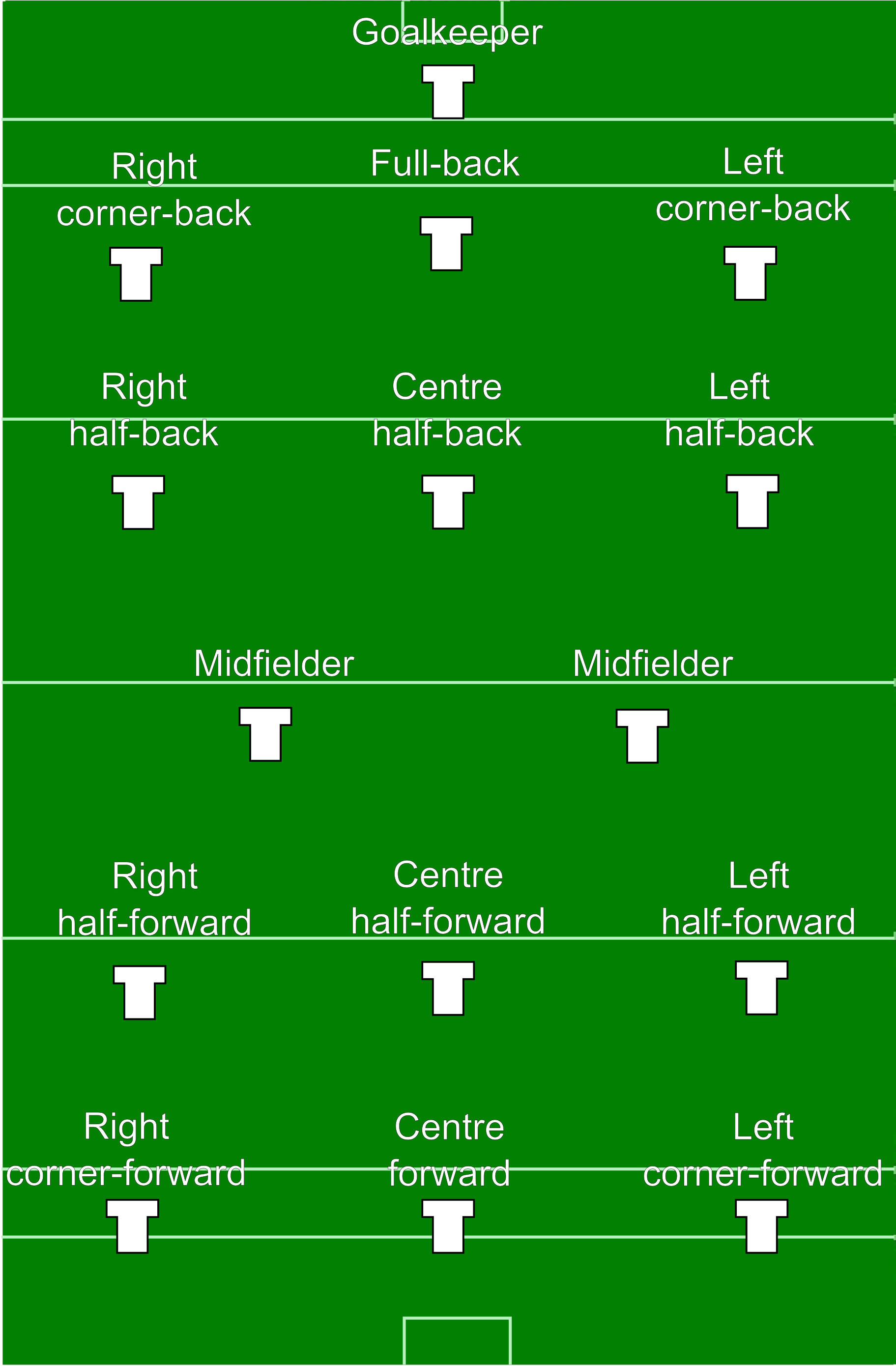

| Numéro | Position             | Autre dénomination | Traduction              |
| ------ | -------------------- | ------------------ | ----------------------- |
| 1      | Goalkeeper           |                    | Gardien de but          |
| 2      | Right corner-back    | Right full-back    | Arrière droit           |
| 3      | Full-back            |                    | Arrière central         |
| 4      | Left corner-back     | Left full-back     | Arrière gauche          |
| 5      | Right half-back      | Right wing-back    | Milieu défensif droit   |
| 6      | Centre half-back     | Centre-back        | Milieu défensif central |
| 7      | Left half-back       | Left wing-back     | Milieu défensif gauche  |
| 8 & 9  | Midfielders          | Centre-field       | Milieux de terrain      |
| 10     | Right half-forward   | Right wing-forward | Milieu offensif droit   |
| 11     | Centre half-forward  | Centre-forward     | Milieu offensif central |
| 12     | Left half-forward    | Left wing-forward  | Milieu offensif gauche  |
| 13     | Right corner-forward | Right full-forward | Ailier droit            |
| 14     | Full-forward         |                    | Avant-centre            |
| 15     | Left corner-forward  | Left full-forward  | Ailier gauche           |
| 16+    | Substitutes          | Subs               | Remplaçants             |